# Chrysopaa sternosignata
Chrysopaa sternosignata is een kikker uit de familie Dicroglossidae. De soort werd voor het eerst wetenschappelijk beschreven door James A. Murray in 1885. Oorspronkelijk werd de wetenschappelijke naam Rana sternosignata gebruikt. De kikker behoorde vroeger tot het geslacht Paa, en is tegenwoordig de enige soort uit het geslacht Chrysopaa.

## Uiterlijke kenmerken
De kleur is donkerbruin tot olijfgroen met vele kleine oranje tot rode vlekjes op de bovenzijde. De buik is wit met onregelmatige zwarte vlekken. De kop is breed en kort, de ogen zijn duidelijk aan de bovenzijde gepositioneerd wat de aquatiele levenswijze verraad.

## Verspreiding en levenswijze
Chrysopaa sternosignata komt voor in delen van Azië en leeft in de landen Afghanistan, India en Pakistan. De kikker leeft in heldere, stromende wateren en is sterk op het water aangepast en komt er zelden uit. Aan de waterkant wordt overdag gezond, maar bij verstoring springt de kikker het water in. Zelfs bij vorst verlaat de kikker het water niet maar blijft op de bodem actief.
Het voedsel bestaat uit insecten kleine kreeftachtigen, kleine visjes en andere waterdiertjes. De larven kunnen tot acht centimeter lang worden en de forsgebouwde kikkervisjes leven van algen.

## Voortplanting
In april tot juni vindt de voortplanting plaats, de solitaire mannetjes kwaken 's avonds langs de waterkant. De eitjes zijn relatief groot, en worden in kleine klompjes afgezet die worden vastgemaakt aan onderwatervegetatie.